# Ethansulfonsäure
Ethansulfonsäure (ESA, von englisch ethanesulfonic acid) ist eine chemische Verbindung aus der Gruppe der Sulfonsäuren. Die organischen Salze und Ester der Ethansulfonsäure werden als Ethansulfonate oder Esilate bezeichnet.

## INN-Nomenklatur
Im medizinischen und pharmazeutischen Bereich lautet die international anerkannte Kurzform für das Anion der Ethansulfonsäure (Ethansulfonat) gemäß den INN-Regeln „Esilat“. Solche Kurzformen werden für Molekülkomponenten angelegt, wenn ihre systematische Bezeichnung zu lang ist. Durch Kombination einer Kurzform mit dem INN der wirksamen Komponente des Arzneistoffs entsteht der „modifizierte INN“ (INNm). Ein Beispiel ist der Arzneistoff Nintedanibesilat, abgeleitet von der Stickstoffbase Nintedanib.